# Mahmud Džinić
Hadži Mahmud-beg (event. Mahmut-beg) Džinić (1863 Banja Luka, osmanská říše – 14. června 1923 Banja Luka, Království Srbů, Chorvatů a Slovinců) byl bosenskohercegovský velkostatkář a politik bosňáckého původu.

## Životopis
Narodil se do tradiční a zámožné muslimské rodiny z Banja Luky. Ještě v dětském věku se svým otcem Šaćir-begem (?–1890) vykonal pouť do Mekky. V rodném městě navštěvoval mekteb a ruždii, islámské nižší školy, a několik ročníků zdejší medresy, muslimské vyšší školy.
Roku 1899, kdy mostarští muslimové zahájili boj za náboženskou a školskou autonomii pod vedením muftího Ali Fehmi-efendiji Džabiće, se přidal na stranu autonomistů. V tomto hnutí pak zastupoval Banja Luku s okolím. V únoru 1906 coby člen delegace (v ní byl také Šerif Arnautović, Derviš-beg Miralem a Šemsi-beg Zaimović) navštívil Džabiće v Istanbulu, kde pobýval v nedobrovolném exilu od ledna 1902. Koncem roku 1906 byl zvolen do Výkonného výboru právě založené Muslimské národní organizace (Muslimanska narodna organizacija), prvního politického hnutí v Bosně a Hercegovině. Nebyl přívržencem politického spojenectví muslimů s Chorvaty, dával přednost spolupráci se Srby.
Koncem roku 1918 uvítal vznik jihoslovanského státu. Dne 1. března 1919 se jako jeden z mála muslimských představitelů politické elity z předválečné doby stal členem Prozatímního národního zastupitelstva (Privremeno narodno predstavništvo Kraljevstva Srba, Hrvata i Slovenaca), ale hned 17. března ze zdravotních důvodů mandát složil. Společně s muslimy Smail-agou Ćemalovićem a Derviš-begem Miralemem byl novým režimem protežován, nicméně po parlamentních volbách roku 1920 zcela zapadl a jeho neformální vliv se zcela vytratil. Těžce na něj dolehla i pozemková reforma (započata 1919), která jej připravila o většinu majetkového vlastnictví.
Mahmud-beg přežil všechny své mužské potomky, syna Mehmed Ali-bega i jeho děti mužského pohlaví.
Jeho tělesné ostatky byly uloženy u Kulmahalské mešity v Banja Luce.